# 一之瀨美空
一之瀨美空（日语：／ Ichinose Miku */?，2003年5月24日—）是日本偶像藝人，為女子偶像團體乃木坂46成員，福岡縣出身。2022年以乃木坂46五期生身分出道。

## 經歷
2003年5月24日，一之瀨出生於福岡縣。
2017年12月9日，就讀國中的一之瀨，參加日本最可愛女國中生（JC Misscon 2017）的比賽，並獲得亞軍。
2021年，一之瀨參加乃木坂46五期生徵選，因為喜歡可愛的女孩，在多次看到甄選資訊的過程中逐漸產生興趣，於是報名參加了甄選。
2022年2月1日，正式加入乃木坂46五期生，並在乃木坂46的官方YouTube「乃木坂配信中」中，陸續以每天一名成員的方式，公開合格名單。2月23日，於官方直播「乃木坂46時間TV」中，公開亮相，並於表演《Girls' Rule》一曲中，擔任Center（中央成員）。4月27日，出席在東京國際論壇舉辦的第二回五期生見面會。4月28日，乃木坂46五期生部落格開設，以每日1名成員的方式輪流撰寫，一之瀨從4月30日開始，每隔11天撰寫一篇部落格。
2023年2月1日，個人部落格開設，3月23日，首次進入第32張單曲《人們終將再度追夢》的選拔。3月27日，一之瀨接任TBS電視台播出的早晨節目《THE TIME,》內，週一常規MC梅澤美波，成為新的常規班底，從7月起調動為週三的常規班底。8月2日，開始連載時尚雜誌ar內的專欄。10月15日，成為廣播節目《乃木坂46的「乃」》的10月度MC。
2024年1月9日，與岩本蓮加、黑見明香、林瑠奈、松尾美佑、川崎櫻、岡本姬奈、清宮玲在乃木神社一起舉行成人式。4月13日，出演五期生音樂劇《乃木坂46"5期生"版音樂劇「美少女戰士」2024》，一之瀨所飾演火野麗（Team STAR） 。5月24日，在21歲生日當天，開設個人Instagram帳號。8月21日，在第36張單曲《放縱日》收入的五期生表演曲《宣洩狂熱的方式》中，首次擔任Center。
2025年3月26日，從《THE TIME,》的週三常規班底畢業。

## 人物
暱稱是miku-chan（みくちゃん）、mi-kyun（みーきゅん）。自我介紹詞是「想努力成為一位廣受支持的優秀偶象」（広く支持される立派なアイドルになれるよう頑張っていきたいです），魅力點是擁有甜美笑容。對同期的小川彩非常溺愛，甚至留下了「我記得我生過她」這樣的名言。必殺技為「Mi-kyunkyun」（みーキュンキュン）。

### 專長
國中曾是吹奏樂部及田徑社，有學過兩年游泳及鋼琴，但最多游泳只能游10公尺。

### 興趣、嗜好
喜歡吃巧克力、魷魚乾、蝦子，喜歡讀推理小說，喜歡散步、跳舞、看喜劇。

### 乃木坂46
應援色是水藍色，憧憬的乃木坂成員是山下美月、秋元真夏，最喜歡的乃木坂46單曲是《我會喜歡上自己的》。

### 交友關係
職業高爾夫球手菅沼菜菜公開表示自己是一之瀨的粉絲。於2023年2月18日公開的官方YouTube頻道《乃木坂配信中》中實現了共演。

## 音樂作品
- 標註「★」符號表示該首歌曲有拍攝MV。

### 乃木坂46

#### 單曲
|      | 發行日期       | 單曲名稱           | 參與單曲名稱               | MV | 備註       |
| ---- | -------------- | ------------------ | -------------------------- | -- | ---------- |
| 29th | 2022年3月23日  | Actually…          | 絕望前一秒                 | ★  | 出道曲     |
| 30th | 2022年8月31日  | 喜歡是件搖滾的事！ | 像撕下創可貼一般的分手方式 | ★  |            |
| 31st | 2022年12月7日  | 不存在於此的事物   | 17分鐘                     | ★  |            |
| 32nd | 2023年3月29日  | 人們終將再度追夢   | 人們終將再度追夢           | ★  | 選拔       |
| 32nd | 2023年3月29日  | 人們終將再度追夢   | 我們的道別                 | ★  |            |
| 32nd | 2023年3月29日  | 人們終將再度追夢   | 違心之事                   | ★  |            |
| 33rd | 2023年8月23日  | 獨自一人的天堂     | 獨自一人的天堂             | ★  | 十一福神   |
| 33rd | 2023年8月23日  | 獨自一人的天堂     | 某人的肩膀                 |    |            |
| 33rd | 2023年8月23日  | 獨自一人的天堂     | 試著不去想                 | ★  |            |
| 34th | 2023年12月6日  | Monopoly           | Monopoly                   | ★  | 選拔       |
| 34th | 2023年12月6日  | Monopoly           | 手打漢堡排                 |    |            |
| 34th | 2023年12月6日  | Monopoly           | 總有一天，那首歌           | ★  |            |
| 35th | 2024年4月10日  | 機會平等           | 機會平等                   | ★  | 選拔       |
| 35th | 2024年4月10日  | 機會平等           | 「掰掰」令人痛苦           | ★  |            |
| 35th | 2024年4月10日  | 機會平等           | 分福茶釜                   |    |            |
| 36th | 2024年8月21日  | 放縱日             | 放縱日                     | ★  | 十一福神   |
| 36th | 2024年8月21日  | 放縱日             | 宣洩狂熱的方式             | ★  | center     |
| 36th | 2024年8月21日  | 放縱日             | 不黏人的小貓               |    | 真佑糖協會 |
| 37th | 2024年12月11日 | 步道橋             | 步道橋                     | ★  | 十一福神   |
| 37th | 2024年12月11日 | 步道橋             | 對相對論提出異議           | ★  |            |
| 37th | 2024年12月11日 | 步道橋             | 乃木坂饅頭                 |    |            |
| 37th | 2024年12月11日 | 步道橋             | 落雪之日再相見吧           |    |            |
| 38th | 2025年3月26日  | 臍橙               | 臍橙                       | ★  | 十一福神   |
| 38th | 2025年3月26日  | 臍橙               | 懷念之情的前方             | ★  |            |
| 38th | 2025年3月26日  | 臍橙               | 吻的剪影                   |    |            |
| 39th | 2025年7月30日  | Same numbers       | Same numbers               | ★  | 九福神     |
| 39th | 2025年7月30日  | Same numbers       | 盛夏日啊                   |    |            |
| 39th | 2025年7月30日  | Same numbers       | 你與貓                     |    | 喵～       |

1. ↑  站位依據官方MV及演唱會正式呈現為參考依據。
2. 1 2  根據單曲CD内附歌詞本，小分隊名稱。

## 演出

### 電視節目
- THE TIME,（2023年3月27日－2025年3月26日，TBS電視台）－週一常規成員 → 週三常規成員[17]

### 舞台劇
- 乃木坂46"5期生"版音樂劇「美少女戰士」2024（2024年4月12日－29日，IMM THEATER）飾演 火野麗（Team STAR）[24]

## 書籍

### 雜誌連載
- ar（2023年8月2日－，主婦與生活社）－專欄連載「美空的心情」[20]

## 外部連結
- 乃木坂46的個人介紹頁（页面存档备份，存于）（日語）
- 一之瀨美空的官方個人部落格（页面存档备份，存于）（日語）
- 一之瀨美空的Instagram帳戶（2024年5月24日—）（日語）
- 一之瀨 美空（乃木坂46）的SHOWROOM專頁（日語）